# Dysphonie spasmodique
La dysphonie spasmodique est une affection neurologique du larynx, classée dans les dystonies. 
La dysphonie spasmodique en adduction (serrage des cordes vocales) est de loin la plus fréquente. La dysphonie spasmodique en abduction est très rare, elle est caractérisée par un écartement des cordes et une voix soufflée. La dysphonie spasmodique en adduction se manifeste par un timbre serré, essentiellement lors de la parole, moins lors du chant. Le serrage est souvent tel que l'émission vocale est difficile, entravant l'intelligibilité, entraînant une fatigue vocale importante, restreignant la vie sociale. En nasofibroscopie lors d'une consultation d'otorhinolaryngologie ou mieux, de phoniatrie, on observe une contraction excessive des cordes vocales. L'interrogatoire peut retrouver la notion d'un deuil, ou d'un traumatisme psychologique, qui a précédé de quelques jours l'apparition de cette dysphonie. Parfois aussi on retrouve, et c'est évocateur, la notion d'une autre dystonie d'action : blépharospasme, torticolis spasmodique... Il est parfois difficile de faire la différence entre une dysphonie spasmodique et une dysphonie hyperkinétique psychogène, ou une voix des bandes. À ce stade, le diagnostic est en général fait. L'électromyographie du larynx va confirmer ce diagnostic. Cet examen consiste à enregistrer l'activité électrique des muscles vocaux en introduisant dedans, au travers de la peau préalablement anesthésiée, une très fine aiguille couverte d'un isolant électrique, sauf à son extrémité. Les potentiels d'actions musculaires sont recueillis sur un oscilloscope informatisé.  Cet examen va montrer des bouffées d'hyperactivité de repos et un tracé très riche lors de la phonation.
Le traitement doit commencer par une prise en charge orthophonique qui permettra au patient de détendre son larynx et d'améliorer l'émission vocale. L'orthophoniste veillera aussi à recueillir le récit d'un éventuel traumatisme psychologique. Cette prise en charge est indispensable, mais en général elle ne suffit pas. Il faut provoquer une détente des muscles vocaux, les thyro-aryténoïdiens, par l'injection d'une substance qui va les paralyser partiellement, pendant une durée de 6 mois, la toxine botulique. Cette substance est fabriquée à l'état naturel par une bactérie anaérobie : le clostridium botulinum. 
Sous contrôle électromyographique, on injecte quelques dixième de millilitre de solution. L'effet est retardé de quelques jours. Il apparait une paralysie laryngée partielle, la voix devient soufflée. Il peut apparaitre des fausses routes transitoires par incontinence laryngée, essentiellement aux liquides, et le patient doit en être prévenu. Ensuite, un timbre de voix normal réapparaît, pour une durée de quatre à six mois en général. En fin d'action, la spasticité laryngée réapparaît progressivement, nécessitant une nouvelle injection. Ces injections ne sont réalisées que dans des centres spécialisés, sur indication de phoniatres en général.